# Lake Los Angeles
Lake Los Angeles ist ein Ort (census-designated place) im Antelope Valley des Los Angeles County. 
Lake Los Angeles ist eine von Northeast Antelope Valley umfasst Enklave in der Mojave-Wüste. Laut den letzten Volkszählungen lebten in Lake Los Angeles 2000 11.141 Personen 2010 12.328 Personen und 2020 13.187 Personen.
Seit 1938 wurde das ursprünglich als Los Angeles Buttes bekannte Gebiet als Filmset für Filme, Fernsehsendungen, Werbesendungen und Musikvideos benutzt. Unter anderen wurde hier für Folgen von Bonanza gedreht. 1967 kauften Immobilienunternehmer 16 Quadratkilometer Land und teilten es in 4465 Grundstücke. Sie befüllten künstlich zwei ausgetrocknete Seen und nannten das Gebiet in Lake Los Angeles um, um die Grundstücke besser verkaufen zu können. Nachdem das letzte Grundstücke verkauft war ließen sie in den 1980ern die Seen wieder austrocknen.